# Onthophagus costulicollis
Onthophagus costulicollis là một loài bọ cánh cứng trong họ Bọ hung (Scarabaeidae).